# MÁV 이카루스 260
MÁV 이카루스 260(MÁV Ikarus 260)은 헝가리 철도에서 사용하였던 디젤 단량 동차이며, 이카루스 260 버스를 개조하여 만들었다.

## 개발
헝가리 철도에서는 지선에 투입하기 위한 차량이 필요하였다. 이 때문에 Bzmot 차량을 많이 투입하였으나, Bzmot만으로는 교통량을 감당할 수 없었다. 저렴한 경량 차량에 대한 수요가 많았기 때문에 이카루스 260 버스를 개조하여 철도 차량으로 사용하기로 하였다. 이카루스 260 버스는 적당한 크기였고, 생산 및 개조 비용이 저렴했으며, 속도와 차중 조건이 적합하였다. 개조는 헝가리 푸스타스자볼치에서 이루어졌으며, 그 곳에서 운행 시험도 이루어졌다.

## 개조
버스에 달려 있던 타이어를 제거하고 철도 차량용 대차를 설치하였고, 철도 차량에 맞는 제동 장치를 새로 설치하였다. 버스 내장재는 개조하지 않았다. 버스 차량의 출입문이 충분히 낮았기 때문에, 저상 승강장에서도 별도의 장치 없이 승하차가 가능하였다. 차량 제작이 실험용이었기 때문에 철도용 경적을 설치하지 않았고, 연결기가 장착되지 않아서 타 차량에 연결하거나 중련 운행이 불가능하였다.

## 운행 시험

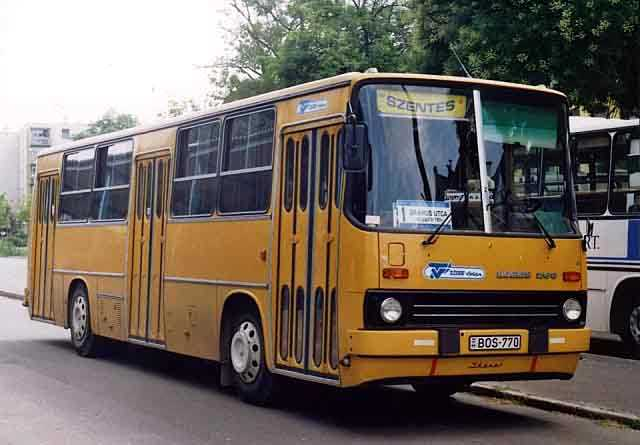
센테시 지역에서 운행 중인 버스

헝가리 철도 44호선에서 운행 시험이 이루어졌다. 운행 시험 결과는 좋지 않았다. 구배 구간을 잘 통과하지 못했으며, 상당히 간단한 구조와 충분하지 못한 마찰력 때문에 제동이 잘 체결되지 않았다. 이후에도 몇 번의 시험이 이루어졌으나, 경제성이 없다고 판단하여 일반적인 버스로 다시 개조하였다. 현재는 센테시 지역에서 버스로 운행 중이며, 철도 차량으로 개조되었다는 흔적은 찾아볼 수 없다.